# إريك جونيور دينا إبيمبي
إريك جونيور دينا إبيمبي (مواليد 21 نوفمبر 2000) هو لاعب كرة قدم فرنسي يلعب في مركز خط الوسط في نادي باريس سان جيرمان.